# North and South (Milow)
| Recensione | Giudizio |
| ---------- | -------- |
| AllMusic   | [ 3 ]    |

North and South è il terzo album in studio del cantante belga Milow, pubblicato nel 2011.

## Tracce
1. Son – 3:05
2. She Might She Might – 2:52
3. You And Me (In My Pocket) – 3:15
4. Little in the Middle – 2:59
5. Building Bridges – 3:04
6. Never Gonna Stop – 3:11
7. Rambo – 2:31
8. California Rain – 3:31
9. Move to Town – 3:25
10. The Kingdom – 4:05
11. KGB – 4:29

Durata totale: 36:27

## Singoli
- 2010: Never Gonna Stop (solo in Belgio)[5]
- 2011: You and Me (In My Pocket)[6]